# المدينة الرياضية (قطر)

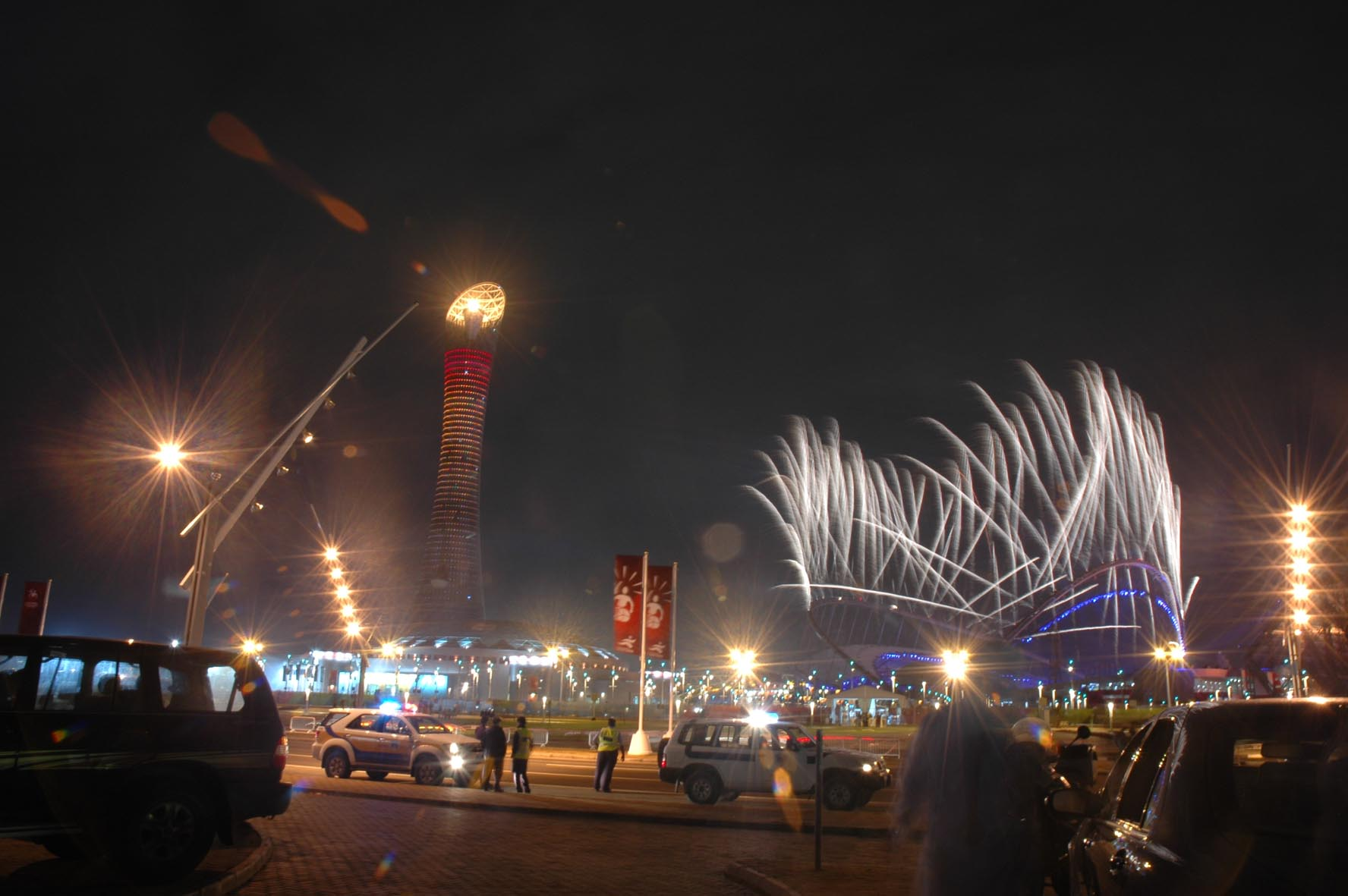

مدينة اسباير هي عبارة عن منطقة أو مدينة رياضية ضخمة تقع في مدينة الدوحة في قطر  هي منشأة رياضية افتتحت سنة 2005 تتالف من عدة نوادي رياضية تلبي كل الرياضات المختلفة واستاد خليفة الدولي الذي اقيم فيه عدة مباريات مهمة ومول تجاري ضخم وحديقة الاسباير التي تتواجد فيها عدد كبير من الأشجار المتنوعة والجميلة إضافة إلى فندق الاسباير وبرج الشعلة التي اشعلت بالألعاب الاسياوية (الأسياد) التي اشعلها ابن الشيخ حمد الفارس محمد بن حمد ال ثاني عام 2006م تعتبر من أهم المرافق الرياضية على مستوى العالم، حيث تتألف من أحدث ما توصل إليه العلم والتقنية من مختبرات علوم رياضية، وصالات لياقة، ومركز طبي وعلاج فسيولوجي، وملاعب كرة قدم داخلية، ومضمار لألعاب القوى بمساحة 200 متر، وحوض سباحة وغطس بمواصفات أولمبية، وصالة جمباز، وقاعتين للألعاب الرياضية المتعددة، وصالات لكرة الطاولة، وملعب لكرة القدم الخماسية، وصالة للمبارزة، وساحتي اسكواش.

## الملاعب الرياضية
تشمل أماكن المدينة الرياضية:
- ملعب خليفة الدولي: ملعب يتسع لجلوس 50 ألف متفرج ويستخدم أساسا لمباريات كرة القدم.
- مركز حمد المائي: حوض سباحة بالحجم الأولمبي.
- قبة أكاديمية التفوق الرياضي: أكبر صالة رياضية متعددة الأغراض في العالم وتحتوي على 13 ملعب مختلف.[7]

## أكاديمية أسباير
أكاديمية أسباير هي أكاديمية رياضية للشباب تقع في وسط منطقة أسباير.

## أسبيتار
أسبيتار هو مستشفى متخصص في طب العظام والطب الرياضي وهو من بين مرافق المدينة الرياضية. بدءا من العمليات في عام 2007 كان أول مستشفى للطب الرياضي في منطقة الشرق الأوسط. حصل على الاعتماد كمركز الفيفا الطبي للتميز في عام 2009. ينشر المستشفى مجلة بعنوان مجلة سبيتار للطب الرياضي.

## وصلات خارجية
- Aspire Zone website
- صور المنشأة على موقع World Stadiums